# David Škoch
David Škoch (Brandýs, 6 november 1976) is een Tsjechisch tennisser die sinds 1994 actief is in het professionele tenniscircuit.
Škoch heeft zich vooral toegelegd op het dubbelspel en won in zijn carrière vijf ATP-titels.Daarnaast stond hij ook nog eens in zes verloren finales waaronder drie keer het ATP-toernooi van Umag.
Bij de junioren won Škoch in 1992 de titel op Wimbledon in het enkelspel.

## Palmares

### Dubbelspel
| Nr.                           | Datum          | Toernooi       | Ondergrond | Partner               | Tegenstanders in finale              | Score               | Details |
| ----------------------------- | -------------- | -------------- | ---------- | --------------------- | ------------------------------------ | ------------------- | ------- |
| Gewonnen finales heren dubbel |                |                |            |                       |                                      |                     |         |
| 1.                            | 18 juli 2004   | ATP Amersfoort | Gravel     | Jaroslav Levinský     | José Acasuso Luis Horna              | 6–0, 2–6, 7–5       | Details |
| 2.                            | 16 april 2006  | ATP Valencia   | Gravel     | Tomáš Zíb             | Lukáš Dlouhý Pavel Vízner            | 6–4, 6–3            | Details |
| 3.                            | 30 juli 2006   | ATP Umag       | Gravel     | Jaroslav Levinský     | Guillermo García López Albert Portas | 6–4, 6–4            | Details |
| 4.                            | 29 april 2007  | ATP Casablanca | Gravel     | Jordan Kerr           | Łukasz Kubot Oliver Marach           | 7-6(4), 1-6, [10-4] | Details |
| 5.                            | 6 januari 2008 | ATP Doha       | Hardcourt  | Philipp Kohlschreiber | Jeff Coetzee Wesley Moodie           | 6–4, 4–6, [11–9]    | Details |
| Verloren finales heren dubbel |                |                |            |                       |                                      |                     |         |
| 1.                            | 4 mei 1997     | ATP Praag      | Gravel     | Petr Luxa             | Mahesh Bhupathi Leander Paes         | 1-6, 1-6            | Details |
| 2.                            | 25 juli 2004   | ATP Umag       | Gravel     | Jaroslav Levinský     | José Acasuso Flávio Saretta          | 6-4, 2-6, 4-6       | Details |
| 3.                            | 31 juli 2005   | ATP Umag       | Gravel     | Michal Mertiňák       | Jiří Novák Petr Pála                 | 3-6, 3-6            | Details |
| 4.                            | 26 mei 2007    | ATP Pörtschach | Gravel     | Leoš Friedl           | Simon Aspelin Julian Knowle          | 6-7(6),7-5, [5-10]  | Details |
| 5.                            | 29 juli 2007   | ATP Umag       | Gravel     | Jaroslav Levinský     | Lukáš Dlouhý Michal Mertiňák         | 1-6, 1-6            | Details |
| 6.                            | 18 juni 2010   | ATP Londen     | Gras       | Karol Beck            | Novak Đoković Jonathan Erlich        | 7-6(6), 2-6, [10-3] | Details |

## Resultaten grandslamtoernooien
| Legenda | Legenda                          |
| ------- | -------------------------------- |
| g.t.    | geen toernooi gehouden           |
| l.c.    | lagere categorie                 |
| –       | niet deelgenomen                 |
| G       | uitgeschakeld in de groepsfase   |
| 1R      | uitgeschakeld in de eerste ronde |
| 2R      | uitgeschakeld in de tweede ronde |
| 3R      | uitgeschakeld in de derde ronde  |
| 4R      | uitgeschakeld in de vierde ronde |
| KF      | uitgeschakeld in de kwartfinale  |
| HF      | uitgeschakeld in de halve finale |
| F       | de finale verloren               |
| W       | het toernooi gewonnen            |
| w-v     | winst/verlies-balans             |

### Mannendubbelspel
| Toernooi        | 1998 | 2001 | 2002 | 2003 | 2004 | 2005 | 2006 | 2007 | 2008 | 2009 | 2010 | 2011 |
| --------------- | ---- | ---- | ---- | ---- | ---- | ---- | ---- | ---- | ---- | ---- | ---- | ---- |
| Australian Open | –    | –    | 1R   | 2R   | 2R   | 1R   | 1R   | 3R   | 2R   | –    | 1R   | –    |
| Roland Garros   | –    | –    | 1R   | 1R   | 1R   | 1R   | 2R   | 2R   | 1R   | 2R   | 1R   | –    |
| Wimbledon       | 1R   | –    | 2R   | 1R   | 2R   | 1R   | 2R   | 3R   | 1R   | 3R   | 1R   | 1R   |
| US Open         | –    | 1R   | 2R   | 3R   | 1R   | 1R   | 1R   | 1R   | 2R   | 1R   | –    | –    |